# Колчак Олександр Васильович
Олекса́ндр Васи́льович Колча́к (нар. 4 (16) листопада 1874, Олександрівське (Петербург) — 7 лютого 1920, Іркутськ) — російський військовий і державний діяч, адмірал (1918), полярний дослідник і вчений-океанограф. Є нащадком сотника козацького бузького війська Лук'яна Колчака і османського воєначальника Ільяша Колчака-паші. Учасник експедицій 1900—1903 років (нагороджений Імператорським Російським географічним товариством Великою Костянтинівською медаллю). Учасник Російсько-японської, Першої світової і Громадянської війн. Вождь і керівник Білого руху в Сибіру. Серед керівників Білого руху та держав Антанти був визнаний як Верховний Правитель Росії (хоча реальної влади над усією територією країни не мав).

## Походження
Прізвище Колчак у російських літописах вперше зустрічається в 1739 році. Тоді відомий османський флотоводець Ільяш-паша Колчак, який потрапив у полон у Ставчанській битві разом зі старшим сином Махмет-беєм, був привезений до Петербургу. Імператриця Анна Іванівна, виказуючи повагу до хоробрості полонених, поставилася до них «милостиво» і наказала звільнити. Колчаки відправились додому в Османську імперію, проте в дорозі Ільяш-паша помер. За легендою, причиною його швидкої смерті став лист, у якому друзі попереджали, що за програну битву його і сина на Батьківщині чекає смертна кара. Махбет-бей вирішив залишитись на чужині, прийняв православ'я і одружився з росіянкою. При Єлизаветі Петрівні його нащадки вже були жалувані дворянством.

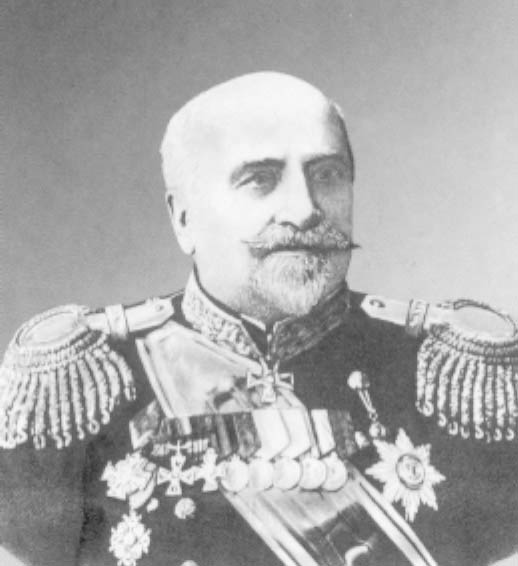
Василь Іванович Колчак

Сам Колчак про своїх предків розповідати не любив, бо ненавидів зрадників і вважав, що Батьківщині потрібно служити до кінця, риса, яка яскраво проявилась у діях його військ проти мирного населення, незгодного з його політикою у громадянську війну, зокрема на Алтаї.

### Батьки
Батько, Василь Іванович Колчак (* 1837 — † 1913), був флотським артилеристом, брав участь у Кримській війні, нагороджений Георгіївським хрестом. У відставці працював інженером на сталеварному заводі. Статку не нажив, тому проживав на території заводу, одружився пізно — на зовсім юній Ользі Іллівні Посоховій, яка в 18 років народила первістка Олександра. Згодом у сім'ї народилися ще дві дівчинки — Катерина та Любов.

## Життєпис
Початкову освіту майбутній адмірал здобув вдома, а потім навчався в 6-й Петербурзькій класичній гімназії. Ще в гімназії він почав вивчати властивості морського льоду.
У 1888 році Олександр Колчак перейшов з класичної гімназії до Морського кадетського корпусу, де невдовзі став одним із найвідоміших учнів. Його однокурсник згадував:
|  | Колчак, молода людина невисокого зросту із зосередженим поглядом живих і виразних очей... серйозністю думок і вчинків викликав в нас глибоку до себе повагу. Ми відчували в ньому моральну силу, якій не можна не підкоритись... Жоден офіцер-вихователь, жоден викладач корпуса не викликав в нас такого почуття переваги, як гардемарин Колчак. |

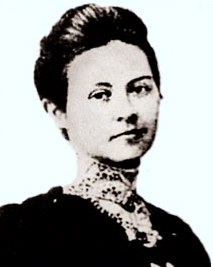
Софія Федорівна Колчак

15 листопада 1894 року Олександр Васильович Колчак отримав військове звання мічмана та 6 серпня 1894 року був призначений на крейсер 1-го рангу «Рюрик» помічником вахтового начальника. На цьому крейсері він відбув на Далекий Схід. У кінці 1896 року Колчак був призначений на крейсер 2-го рангу «Крейсер» на посаду вахтового начальника. На цьому кораблі він протягом кількох років ходив у походи по Тихому океану, в 1899 році повернувся в Кронштадт. 6 грудня 1898 року отримав звання лейтенант. У походах Колчак не тільки виконував свої службові обов'язки, але й активно займався самоосвітою. Також він захопився океанографією і гідрологією. У 1899 році опублікував статтю «Спостереження поверхневих температур та питомої ваги морської води, проведені на крейсерах „Рюрик“ і „Крейсер“ з травня 1897 року по березень 1898 року».
Поки Олександр був в походах, його батько, за заведеною флотською традицією, підшукав сину наречену. Софія Федорівна Омірова походила із збіднілих дворян. Вона була молодшою за Колчака на три роки, закінчила Смольний інститут, була серйозною і розумною, цікавилась науками, чим одразу сподобалась Олександру. Знайомство швидко переросло в дружбу. В 1899 році Олександр і Софія заручились, проте весілля було відкладене на невизначений час.

### Експедиція Толля

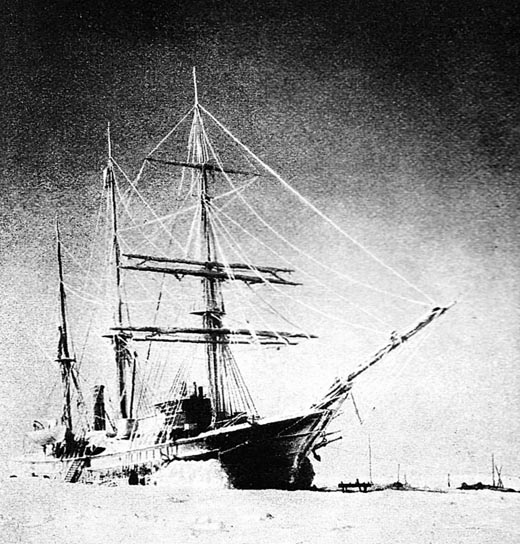
шхуна «Зоря»

Наукові роботи Олександра Колчака привернули увагу полярного дослідника Едуарда Толля, який запропонував йому взяти участь в Першій полярній російській експедиції. Згоду той дав майже не роздумуючи, а Софія обіцяла чекати.

Експедиція до полюса на кораблі «Зоря» тривала два роки. Едуард Толль у своїх щоденниках записував усі спостереження про супутників. 
|  | Наш гідролог Колчак не тільки найкращий офіцер, а також закоханий у свою гідрологію. Ця наукова робота виконувалась ним з великою енергією, незважаючи на важкість поєднання обов'язків морського офіцера з діяльністю науковця |

 — писав він.
Одному з островів, відкритих експедицією в Таймирській затоці Карського моря, за пропозицією Толля було присвоєне ім'я Колчака, а мис на острові Беннет вже за проханням самого Колчака був названий на честь його нареченої: мис Софії.
Навесні 1902 року Толль у супроводі 4-х супутників вирушив на пошуки Землі Саннікова і не повернувся. Колчак став на чолі експедиції з порятунку барона. Команда складалась тільки з неодружених людей, оскільки шлях на собачих упряжках був ризикованим. У цій експедиції Олександр Васильович ледве не загинув, потрапивши під лід. Ревматичні болі, отримані внаслідок запалення суглобів, мучили його все життя. Дійшовши до місця зимівлі Толля, Колчак знайшов лише його щоденник. Подальші пошуки не дала змоги зробити Російсько-японська війна.

### Російсько-японська війна
Напередодні війни батько Олександра рішуче вимагав його одруження. Але, не маючи часу їхати до Петербургу, Колчак викликав Василя Івановича і Софію до Іркутська. Приготування до весілля тривали лише дві доби. 5 березня 1904 року він одружився, а вже за три дні вирушив в Порт-Артур, де воював до капітуляції фортеці і потрапив у полон. Японці із поваги до його хоробрості, єдиному із всіх полонених офіцерів, дозволили залишити при собі особисту зброю.
Додому Колчак повернувся в квітні 1905 року, контужений, з загостренням ревматизму, втративши в полоні половину зубів і дуже слабкий.
За участь в обороні Порт-Артура Олександр Васильович був нагороджений орденом святого Станіслава 2-го ступеня і золотим Георгіївським кортиком з написом «За хоробрість».

### Післявоєнні роки
У квітні 1905 року Колчак повернувся до Петербургу. Софія Федорівна народила дочку, при пологах ледве не померла. Дочка, яку назвали Тетяною, прожила декілька днів. Тільки в 1910 році дружина Колчака завагітніла знову — народився син Ростислав, а через два роки дочка Маргарита.
У 1906 — 1909 роках Колчак працював в Морському генеральному штабі начальником тактичного відділу, брав участь в розробці суднобудівної програми, викладав в Морській академії. У 1909 році опублікував своє найбільше дослідження — «Лід Карського і Сибірського морів». У 1909—1910 роках як капітан криголама «Таймир» зробив багатомісячний перехід на Далекий Схід. З осені 1910 року Олександр Васильович очолював Балтійське відділення Морського генерального штабу. У квітні 1912 року прийняв пропозицію командувача Балтійським флотом адмірала Н. Ессена стати командиром есмінця «Усурієць». В 1913 році отримав звання капітана 1-го рангу і був призначений начальником оперативної частини штабу Балтійського флоту. Проявляючи себе блискучим організатором і аналітиком, надав велику допомогу Ессену в розробці плану дій Балтійського флоту на випадок війни.
У цей період Олександр Колчак познайомився із своїм коханням — Анною Тімірьовою.

#### Анна Тімірьова
Анна Тімірьова була дочкою відомого російського музиканта Василя Сафонова і на 19 років молодшою за Колчака. Вперше вона його побачила на вокзалі, проводжаючи свого чоловіка на службу в штаб Балтійського флоту. В шлюбі на той час вона була три роки і декілька місяців тому народила сина — Володю. Через певний час вони освідчились в коханні.

### Перша світова війна

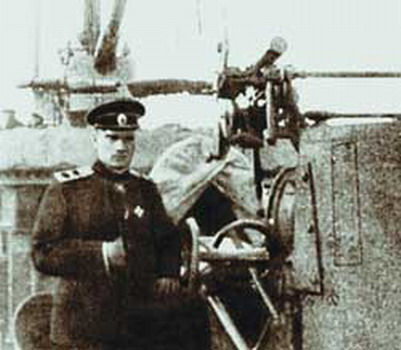
Олександр Колчак на посаді командуючого Чорноморським флотом. Липень 1916 року

З початком Першої світової війни Колчак взяв участь в постановці мінних загород у Фінській затоці, командував мінною дивізією, потім морськими силами в Ризькій затоці. За умілу організацію бойових дій проти німецьких кораблів він був нагороджений орденом святого Георгія 4-го ступеня.
Війна виявила видатні здібності Колчака як військово-морського діяча. У квітні 1916 року він одержав чин контр-адмірала, а в липні призначений командувачем Чорноморським флотом і начальником чорноморських портів з присвоєнням звання віце-адмірал. Архієпископ Таврійський і Сімферопольський благословив його для діяльності на новому терені. Твердо узявши керування флотом в свої руки, командувач налагодив бойову підготовку екіпажів, чітко організував морські рейдові дії. Під його керівництвом було здійснено надійне мінування морських комунікацій, і до кінця командування Колчака флотом жоден ворожий бойовий корабель не виходив з Босфору до берегів Росії.

### Лютнева революція
Лютневу революцію 1917 року Колчак розцінив як можливість довести війну до переможного кінця. Він писав тоді: 
|  | Заняття, підготовка та оперативні роботи ні в чому не були порушені, і звичайний режим не припинявся ні на годину. Флот і робочі мені вірять. |

Він домігся, щоб заснований в Севастополі ЦВК Ради депутатів флоту, армії та робочих був підпорядкований командуванню флотом.
Бачучи продовження розвалу російських збройних сил, Олександр Васильович закликав припинити «доморощені реформи, засновані на самовпевненості невігластва». Зіткнувшись з самочинними діями Ради ЦВК, Колчак на початку травня направив Тимчасовому уряду телеграму з проханням про свою відставку. Приїзд 17 травня на флот новоспеченого військового та морського міністра Керенського лише на час розрядив ситуацію. Більшовизація Чорноморського флоту тривала.
6 червня збори депутатів Ради ухвалили рішення відібрати зброю в офіцерського складу, який нібито готує «контрреволюційну змову», і усунути з посади командувача флотом. Коли представники судового комітету прийшли до Колчака з вимогою здати зброю, він викинув свій Георгієвський клинок за борт, сказавши: «Раз не хочуть, щоб у нас була зброя, — так нехай йде в море». (В кінці червня офіцери підняли із дна моря кортик Колчака та вручили йому з написом «Лицарю честі адміралу Колчаку від Союзу офіцерів, армії і флоту».) Я. Свердлов, направляючи черговий загін активістів та матросів до Криму, говорив: «Ваше завдання — перетворити Севастополь у революційну базу Чорноморського узбережжя. Севастополь повинен стати Кронштадтом Півдня». Для цього більшовики використовували конфлікти між офіцерами та матросами і солдатами. Адміралу, який був присутнім на цьому зібранні, не давали сказати жодного слова. Після цього Колчак звернувся до уряду з проханням про відставку.
Здавши командування контр-адміралу Луніну, Олександр Васильович виїхав в Петроград для звіту перед Керенським і у відповідь на закиди на свою адресу звинуватив Тимчасовий уряд у розвалі армії і флоту.
На початку серпня на запрошення американської місії в Росії Колчак був відряджений до США для надання співпраці союзникам в підготовці військових операцій. Запрошення виявилося швидше почесним, ніж діловим, і в кінці жовтня російський адмірал вирішив повернутися в Росію, обравши найбезпечніший в той час шлях — з Сан-Франциско на Далекий Схід. Дізнавшись в день від'їзду про повалення в Петрограді Тимчасового уряду, він не надав цьому особливого значення, але після прибуття в Японію усвідомив нову ситуацію. Звістка про намір Радянського уряду вивести країну з війни і підписати мир з Німеччиною вразила його. У Росію Колчак вже не міг повертатися.
У грудні 1917 року Олександр Колчак звернувся до посла Великої Британії в Токіо з проханням прийняти його на англійську військову службу, заявивши, що «завдання перемоги над Німеччиною — єдиний шлях для блага моєї батьківщини». Він виявив бажання вирушити на допомогу англійцям в Месопотамію, але, діставшись до Сингапуру, він повернувся назад. Англійський уряд запропонував йому залишитися на Далекому Сході і звідти почати боротьбу з більшовиками.

### Громадянська війна
З квітня по вересень 1918 року Колчак в Харбіні займався створенням збройних загонів для боротьби з «германо-більшовиками». Незабаром ситуація в Сибіру дозволила йому виїхати в Омськ: есеро-меньшовистський уряд Уфимської директорії, що постав в опозицію до ленінського Раднаркому, звернувся до віце-адмірала з проханням про співпрацю. «Співпраця» з "Всеросійським урядом Уійців відсторонив Директорію від влади та сформував нову раду міністрів, яка оголосила його Верховним правителем Росії та її головнокомандувачем збройними силами з присвоєнням звання адмірала. Поклавши на себе надзвичайні повноваження, Колчак заявив: 
|  | Головною своєю метою ставлю створення боєздатної армії, перемогу над більшовиками та встановлення законності та правопорядку, щоб народ міг безперешкодно обрати собі вид правління, який він забажає, і здійснювати великі ідеї свободи, проголошені нині в усьому світі. |

Колчак спирався на підтримку сибірського козацтва та середнього селянства, незадоволених продрозверсткою, на війська чехословацького корпусу, розкидані в Сибіру, а також на всебічну матеріальну допомогу країн Антанти. До весни 1919 року він створив значні збройні сили, що нараховували до 400 тисяч чоловік; на фронті — до 130 тисяч. Білі армії Сибіру і Уралу почали активне просування на захід, до Волги, і до кінця квітня підійшли до Самари і Казані. 10 червня Колчак призначив генерала Юденича командувачем Північно-Західної армією, що наступала на Петроград. 12 червня про своє підпорядкування Верховному намісникові Росії заявив голова Білого руху на Півдні генерал Денікін.
Кинувши за призовом Леніна і Троцького всі сили на Східний фронт, Червона армія в травні — червні спочатку зупинила армії Колчака, а потім відкинула їх до Уралу. Жорсткий порядок військової диктатури, введений Колчаком в ім'я боротьби за «велику і неподільну Росію» і консервативна економічна політика Верховного правителя погіршували його військові невдачі. Нові наступи Червоної армії, що тривали до кінця 1919 року, призвели Білий рух в Сибіру до повної поразки. Відступивши до Іркутська і не бажаючи вступати в мирні переговори з більшовиками, Колчак 6 січня 1920 року склав з себе повноваження «Верховної всеросійської влади», передавши їх Денікіну. Союзники не змогли забезпечити його проїзд на схід і Іркутський есеро-меньшовиський «Політцентр» вирішив видати вождя Білого руху більшовикам. Разом з Колчаком у в'язницю потрапила його кохана жінка — А. В. Тімірьова, що супроводжувала його з 1918 року.

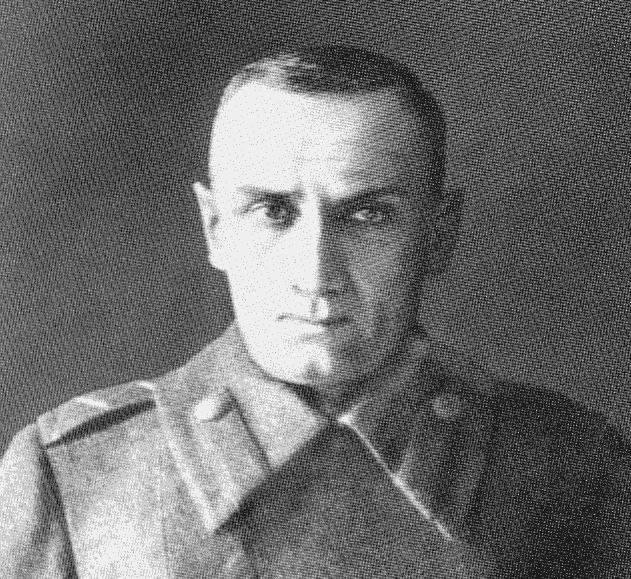
Останнє фото Колчака перед розстрілом

Збереглися допити Колчака слідчої комісією Іркутського військово-революційного комітету. Вважаючи себе військовополоненим, адмірал відповів на всі питання слідства про свою діяльність, намагаючись при цьому якомога менше давати матеріалу для обвинувачення осіб зі свого оточення. Доля колишнього Верховного правителя була визначена телеграмою Леніна з вказівкою про його ліквідацію в зв'язку з «небезпекою білогвардійських змов в Іркутську».
Офіційна версія говорить про те, що 7 лютого о четвертій годині ранку адмірал Колчак був розстріляний на березі річки Ушаковки, його тіло скинули в ополонку. Залишки сибірських білих військ пішли в Забайкалля, а потім на Далекий Схід і закінчили свій шлях у Маньчжурії.
Інша версія, наразі більш поширена, говорить про те, що на світанку 7 лютого адмірал та його прем'єр-міністр були убиті в своїх камерах звичайним більшовицьким методом — пострілом з револьвера в потилицю. Суду над ними ніякого не було, але нема ніяких натяків і на те, що їх піддавали якимось тортурам.